# Lindingaspis setiger
Lindingaspis setiger är en insektsart som först beskrevs av William Miles Maskell 1897.  Lindingaspis setiger ingår i släktet Lindingaspis och familjen pansarsköldlöss. Inga underarter finns listade i Catalogue of Life.